# Wielingen Walgt

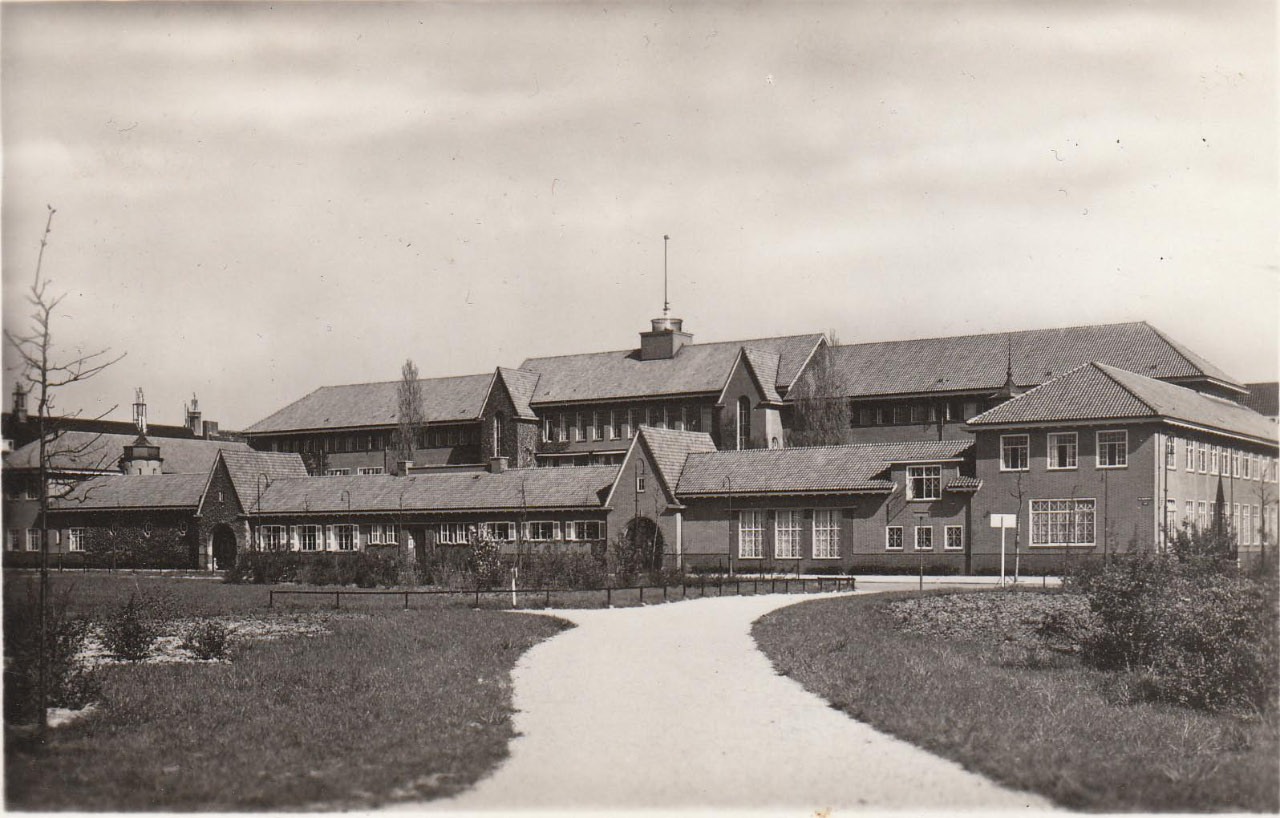
Naamgever van het album en inspiratie voor de platenhoes (rond 1940)

Wielingen Walgt is een splitalbum met daarop nummers van Nitwitz en Götterflies die op 14 maart 1981 speelden in voormalige weeshuis en toenmalig kraakpand Wielingen, Amsterdam. Het album werd voor het eerst uitgegeven door Vögelspin Records in 1981. De hoes is een ontwerp van Peter Pontiac.

## Nummers
1. A1–Nitwitz - The Wall
2. A2–Nitwitz - Open The Gas-tap
3. A3–Nitwitz - I'm So Lazy
4. A4–Nitwitz - What Did You Get?
5. A5–Nitwitz - Kix
6. A6–Nitwitz - You're So Cute

1. B1–Götterflies - Tumour
2. B2–Götterflies - Change
3. B3–Götterflies - Empty
4. B4–Götterflies - Hippie
5. B5–Götterflies - Marbles